# Podbrdy
Obec Podbrdy se nachází v okrese Beroun, kraj Středočeský, 16 km jižně od Berouna. Aktuálně zde žije 245 obyvatel.

## Historie
První písemná zmínka o obci pochází z roku 1788.

### Územněsprávní začlenění
Dějiny územněsprávního začleňování zahrnují období od roku 1850 do současnosti. V chronologickém přehledu je uvedena územně administrativní příslušnost obce v roce, kdy ke změně došlo:
- 1850 země česká, kraj Praha, politický i soudní okres Hořovice[4]
- 1855 země česká, kraj Praha, soudní okres Hořovice
- 1868 země česká, politický i soudní okres Hořovice
- 1939 země česká, Oberlandrat Plzeň, politický i soudní okres Hořovice[5]
- 1942 země česká, Oberlandrat Praha, politický okres Beroun, soudní okres Hořovice[6]
- 1945 země česká, správní i soudní okres Hořovice[7]
- 1949 Pražský kraj, okres Hořovice[8]
- 1960 Středočeský kraj, okres Beroun
- 2003 Středočeský kraj, okres Beroun, obec s rozšířenou působností Beroun

## Doprava
Dopravní síť
- Pozemní komunikace – Okrajem obce prochází silnice II/115 Jince - Hostomice - Podbrdy - Řevnice - Dobřichovice.
- Železnice – Železniční trať ani stanice na území obce nejsou. Ve vzdálenosti 1,5 km je železniční zastávka Všeradice na trati 172 Zadní Třebaň - Lochovice.

Veřejná doprava 2011
- Autobusová doprava – z obce vedly autobusové linky např. do těchto cílů: Beroun, Hořovice, Hostomice, Praha, Příbram, Řevnice, Strašice, Zadní Třebaň, Žebrák (dopravce PROBO BUS, a. s.).